# Podsedický potok
Der Podsedický potok ist ein etwa 13,5 km langer Bach im tschechischen Okres Litoměřice in Nordböhmen.
Er hat seine Quelle bei Pnětluky (Ortsteil von Podsedice) und fließt von dort durch Podsedice, Dlažkovice, Sedlec und Černiv. Er mündet südöstlich von Slatina pod Hazmburkem und 1,5 km nördlich von Libochovice in die Rosovka, die wiederum nach etwa 3 km in die Ohře (deutsch Eger) mündet.